# Ozance
Die Ozance ist ein kleiner Fluss im Zentrum von Frankreich, der im Département Indre der Region Centre-Val de Loire nordwestlich der Stadt Châteauroux verläuft.

## Geografie

### Verlauf
Die Ozance entspringt im nördlichen Bereich des Regionalen Naturparks Brenne, im Gemeindegebiet von Saulnay, verläuft generell Richtung Nordnordwest und mündet nach rund 14 Kilometern im Gemeindegebiet von Clion als linker Nebenfluss in einen Seitenarm der Indre.

### Orte am Fluss
(Reihenfolge in Fließrichtung)
- Saulnay
- Villerette, Gemeinde Arpheuilles
- Clion